# Die Rache der schwarzen Spinne
Die Rache der schwarzen Spinne (Originaltitel: Earth vs. the Spider, auch The Spider) ist ein US-amerikanischer Horrorfilm des Regisseurs Bert I. Gordon aus dem Jahr 1958.

## Handlung
Jack Flynn fährt nachts auf einem Highway nach Hause. Er will seiner Tochter Carol zum Geburtstag ein Armband schenken. Doch es kommt zu einem Zusammenstoß. Als am nächsten Morgen Carol sieht, dass ihr Vater noch nicht zu Hause ist, macht sie sich mit ihrem Freund Mike auf die Suche nach ihm. Schon bald entdecken sie das Unfallwrack und finden auch das Armband. Doch von Carols Vater fehlt jede Spur. Sie suchen die Umgegend ab und stoßen auf eine Höhle. In der Höhle finden sie das Netz einer gigantischen Spinne, von der die beiden auch sofort angegriffen werden. Sie können jedoch aus der Höhle entkommen.
Carol und Mike versuchen, Sheriff Cagle von der Riesenspinne zu überzeugen. Der Lehrer Mr. Kingman interveniert und der Sheriff sucht mit Carol und Mike die Höhle auf. In der Höhle finden sie die ausgesaugte Leiche von Carols Vater. Ein Angriff der Spinne überzeugt nun auch den Sheriff, der dem Untier mit Riesenmengen von DDT zu Leibe rücken will. Tatsächlich lähmt das DDT die Spinne, die nun in die Stadt geschafft wird. In der Schule will Mr. Kingman sie untersuchen.
In der Schule trainiert gerade eine Tanzgruppe für eine Aufführung. Die Riesenspinne erwacht, die Kinder fliehen voller Panik, der Hausmeister wird von der Spinne getötet. Bevor die Spinne sich auf den Weg zu ihrer Höhle macht, durchquert sie die Stadt und tötet dabei mehrere Bewohner. Als die Spinne Mrs. Kingman und ihr Baby bedroht, wird sie von dem ihr folgenden Mr. Kingman abgelenkt, der mit seinem Auto gegen eines ihrer Beine fährt. Mr. Kingman lockt die Spinne aus der Stadt.
Der Sheriff will die Spinne mit Dynamit bekämpfen, die von der Explosion in ihrer Höhle begraben werden soll. Doch in der Höhle befinden sich nun Carol und Mike, die das Armband suchen, das Carol bei der Flucht aus der Höhle verloren hat. Die Spinne jagt die beiden bis auf einen Felsvorsprung. Kingman kommt den beiden zu Hilfe. Er wirft Mike ein paar Elektroden zu und schaltet sie ein. Die Spinne bekommt einen elektrischen Schlag, der sie vom Felssims fegt. Das Untier fällt in den Abgrund und wird von Stalagmiten am Boden aufgespießt.

## Kritiken
Das Lexikon des internationalen Films beschrieb den Film als „hanebüchener, unfreiwillig komischer Billig-Gruselfilm, der mit den trivialen Effekten der guten alten Rummelplatz-Geisterbahn arbeitet.“
Der TimeOut Movieguide amüsierte sich besonders an den Ausmaßen der Spinne, die einerseits bequem in das Innere einer Highschool passte, für die andererseits mehrstöckige Gebäude keine Hindernisse darstellen.

## Hintergrund
Die Uraufführung fand im September 1958 statt. In Deutschland wurde der Film erstmals am 20. Mai 1960 gezeigt.
Die Aufnahmen in den Höhlen wurden in den Carlsbad Caverns in New Mexico gemacht.
Der Originaltitel The Spider wurde nach Fertigstellung in Earth vs. the Spider geändert. Als 20th Century Fox im gleichen Jahr den Film Die Fliege (im Original: The Fly) herausbrachte, der sich zu einem Kassenschlager entwickelte, entschloss sich die Produktionsgesellschaft American International Pictures dazu, auf dem Werbematerial für den Film den ursprünglichen Titel The Spider zu benutzen.
Der Film ist einer der Produktionen von Bert I. Gordon, die er nicht nur inszenierte und produzierte. Er war auch, zusammen mit seiner Frau Flora, für die Spezialeffekte zuständig und lieferte die Idee für das Drehbuch.
Im Film Lilo & Stitch wird eine Szene aus dem Film verwendet.